# Hamilton Rubio
Chance, właśc. Hamilton Rubio (ur. 4 marca 1949 w São Paulo) – piłkarz brazylijski, występujący na pozycji napastnika.

## Kariera klubowa
Podczas piłkarskiej kariery Chance występował w klubie Juventus São Paulo.

## Kariera reprezentacyjna
W 1968 roku Chance uczestniczył w Igrzyskach Olimpijskich w Meksyku. Na turnieju Chance był rezerwowym zawodnikiem i wystąpił tylko w meczu grupowym reprezentacji Brazylii z Nigerią.